# Operació Barkhana
L'Operació Barkhana (en francès: Opération Barkhane) és una operació antiinsurgent en curs que va començar l'1 d'agost de 2014 i està dirigida per l'exèrcit francès contra grups islamistes a la regió africana del Sahel. Consisteix en una força francesa d'uns 5.000 efectius, que té la seva caserna general permanent a N'Djamena, la capital del Txad. L'operació està dirigida en cooperació amb cinc països, tots ells antigues colònies franceses que s'estenen pel Sahel: Burkina Faso, el Txad, Mali (anteriorment), Mauritània i el Níger. Els països es denominen col·lectivament "G5 Sahel". El nom de l'operació ve de la barkhana, una duna en forma de mitja lluna, en francès.
Els militars francesos van intervenir inicialment a Mali a principis de 2013 en el marc de l'Operació Serval, que va aconseguir recuperar la meitat nord del país de mans dels grups islamistes. L'operació Barkhana pretén donar continuïtat a aquest èxit i ha ampliat les operacions dels militars francesos en una àmplia zona de la regió del Sahel. L'operació té l'objectiu declarat d'ajudar els governs dels països a mantenir el control del seu territori i evitar que la regió es converteixi en un refugi per als grups terroristes islamistes que planegen atacar a França i Europa.
El 24 de maig de 2021 es va iniciar el cop d'estat de Mali dirigit pel vicepresident Assimi Goïta.
El president francès Emmanuel Macron va anunciar el juny de 2021 que l'operació acabaria aviat i que les forces franceses es retirarien de manera escalonada, a causa de la incapacitat de França per a treballar amb els governs nacionals de la regió del Sahel. No obstant això, va afegir que les forces franceses romandrien a la regió com a part d'una missió internacional més àmplia. Posteriorment, es va programar la fi de l'operació per al primer trimestre de 2022.
França va començar a retirar les seves tropes de Mali el 17 de febrer de 2022. No obstant això, la junta militar que governa Mali li va demanar que es retirés sense demora el 18 de març, al que Macron va respondre que es retirarien en els pròxims quatre a sis mesos. Finalment, les forces franceses es van retirar per complet de Mali el 15 d'agost d'aquest any, i l'operació es basa ara en el veí Níger.